# Stosswihr
Stosswihr es una localidad y comuna francesa, situada en el departamento de Alto Rin, en la región de Alsacia.

## Demografía
| 1 247 | 1 312 | 1 306 | 1 264 | 1 276 | 1 305 |
| Para los censos de 1962 a 1999 la población legal corresponde a la población sin duplicidades (Fuente: INSEE [Consultar]) |       |       |       |       |       |

## Patrimonio y cultura

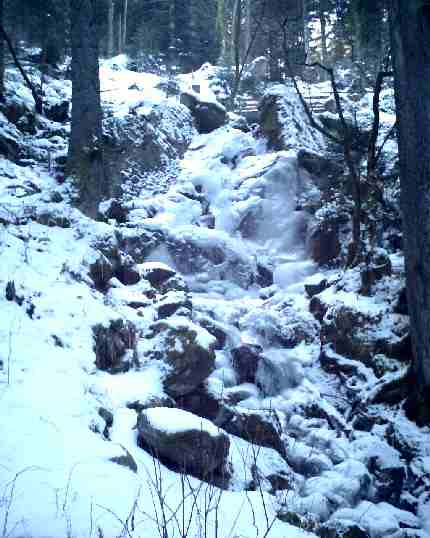
Stolz Ablass.

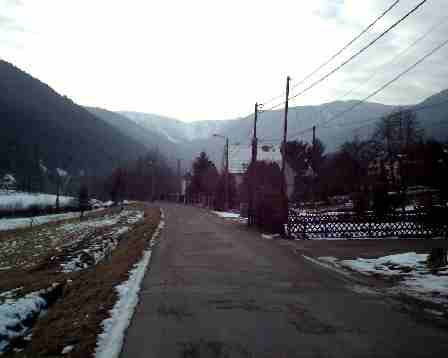
circo de Frankental.

- Saltos de agua de Stolz Ablass

. 
- circo geológico de Frankental

.